# Jérémie Mazenq
Jérémie Mazenq est un ingénieur du son, compositeur, musicien et photographe de nu français né à Tarbes (Hautes-Pyrénées).

## Biographie
Au conservatoire depuis l’âge de 7 ans, ses premiers contacts avec la musique se font en tant que pianiste puis comme tromboniste. Après un cursus "Classique" au conservatoire de Bordeaux, il se tourne vers le septième art, à la fois comme musicien de bande originale et comme ingénieur du son et sound designer.

## Cinéma

### Longs métrages
- 2008 : Revanche de Stéphane Roquet : ingénieur du son
- 2008 : Sur ta joue ennemie de Jean-Xavier de Lestrade : assistant son
- 2008 : Affaire de famille de Claus Drexel : musicien bande originale

### Courts métrages
- 2009 : Mathilde est passée de Xavier Quentin : ingénieur du son
- Les pas perdus de Senda Bonnet : montage son
- Papi Noël de Francis Grosjean : ingénieur du son, montage et mixage
- Eaux vives de Arthur Joffé : mixage
- Nuisibles de Franck Guérin : mixage
- No lifes de Francis Grosjean : sound design et mixage
- La Fuite de Victor Gounod : ingénieur du son
- Et la vie continue de Guillaume Verdun : ingénieur du son
- 14H05 de Nasha Gagnebin : compositeur
- L'Absence d'Emmanuel Berg : ingénieur du son
- Une place au soleil de Olivier Gand : ingénieur du son, montage et mixage
- Schizo & co de Olivier Gand : ingénieur du son, montage et mixage
- Ballbrick Savings 'n Loans de Joachim Foss Ronning : montage et mixage
- De nuit de Alice de Sagazan : montage et mixage
- Saati de Maëlle Joly : montage et mixage
- Gloria de Sarah Serginsky : compositeur

### Films d'animation
- A feu de Vladimir Mavounia Kouka - prix du meilleur film d'animation Clermont-Ferrand 2007 : ingénieur du son et sound designer
- Un message impérial d'Etienne Boguet : sound designer
- La princesse qui se balade de Anne-Sophie Raimond : prise de son et sound design
- Boxe d'Amandine Mermino : sound designer
- Utopique d'Etienne Boguet : sound designer

## Divers
Prise de son Instrumentale :
- Enregistrement de Hop et Rats, Opéra pour enfants de Thierry Pécou
- Archivage sonore pour l’Orchestre de Paris (prise de son orchestre symphonique, au théâtre Mogador puis salle Pleyel)
- Enregistrement de l’orchestre symphonique Raimbow Symphony Orchestra